# Cintamanik (Cigudeg)
Cintamanik is een bestuurslaag in het regentschap Bogor van de provincie West-Java, Indonesië. Cintamanik telt 8972 inwoners (volkstelling 2010).